# LAGEOS
LAGEOS и LAGEOS II (LAser GEOdynamics Satellite) — спутники, разработанные и запущенные международной группой исследователей (NASA и др.) для изучения геодинамики и уточнения параметров гравитационного поля Земли. LAGEOS-1 запущен НАСА в 1976 году. LAGEOS-2 создан Итальянским космическим агентством и запущен в 1992 году.
Это пассивные спутники, которые отражают лазерный луч, посылаемый с Земли. Благодаря этому положение спутников вычисляется с высокой точностью. Каждый спутник представляет собой сплошной латунный шар диаметром 60 см и массой около 400 кг (LAGEOS-1 — 406,965 кг, LAGEOS-2 — 405,38 кг). Ввиду отсутствия внутренних полостей и высокой плотности латуни отношение массы к площади поперечного сечения спутников LAGEOS значительно больше, чем у типичных космических аппаратов, и торможение атмосферой сказывается на их орбите гораздо слабее. На борту нет никакой электроники, двигателей, источников питания. Нет также ферромагнитных элементов, чтобы предотвратить влияние магнитного поля Земли на движение спутников. В тонкой алюминиевой оболочке каждого спутника равномерно расположены 426 уголковых отражателей, из которых 422 заполнены плавленым кварцем, а 4 выполнены из германия (они предназначены для инфракрасного излучения).
LAGEOS-1 был запущен 4 мая 1976 года на почти круговую орбиту (эксцентриситет 0,0045) с наклонением 109,84°, перигеем 5860 км и периодом обращения 225 минут. Американско-итальянский спутник LAGEOS-2 был запущен 22 октября 1992 года, его орбита также практически круговая (эксцентриситет 0,0135), перигей и период обращения (5620 км и 223 минуты, соответственно) близки к параметрам орбиты первого спутника, однако наклонение орбиты (52,64°) меньше 90°, то есть второй спутник вращается в направлении вращения Земли, тогда как орбита первого спутника — встречная.
Лазерная локация спутников выполняется из десятков наблюдательных пунктов Международной службы лазерной локации (International Laser Ranging Service) во многих обсерваториях мира. Выполнено несколько десятков миллионов единичных наблюдений.
В результате анализа данных за 11 лет было вычислено, что орбита спутников смещалась на 2 метра в год в направлении вращения Земли. Это значение на 99 % совпадает с предсказанным общей теорией относительности эффектом увлечения инерциальных систем отсчёта вращающимся телом (см. также Gravity Probe B).

## Письмо потомкам
По грубой оценке, на выбранной орбите с начальной высотой 5860 км спутник LAGEOS-1 может просуществовать около 8,4 миллионов лет.
Внутри шара LAGEOS-1 находится пластинка из немагнитной нержавеющей стали размером 4×7 дюймов (10×18 см) с выгравированным на ней посланием нашим далёким потомкам (см. рис.), которое разработал Карл Саган (незадолго до этого он же создал послание, размещённое на борту космических аппаратов «Пионер-10» и «Пионер-11», отправленных за пределы Солнечной системы). Вверху слева — изображение спутника LAGEOS-1. Затем представлены числа от 1 до 10 в двоичном коде (это позволяет гипотетическим читателям сообщения понять использующуюся ниже систему записи чисел) и схема, изображающая орбитальное движение Земли вокруг Солнца; под схемой нанесено число 1, означающее единицу времени (1 год) для нижеследующих схем; стрелка вправо на орбите Земли означает выбранное направление временной шкалы (слева прошлое, справа будущее). Ниже показаны три карты Земли — с расположением континентов около 270 миллионов лет назад, с их расположением на момент запуска и с предположительным расположением континентов через 8,4 миллиона лет после запуска. Под первым рисунком записано число в двоичном коде — единица с 28 нулями (в десятичном коде оно равно 268 435 456), и стрелка, указывающая налево, что должно означать «до запуска спутника». Под вторым рисунком нанесён ноль (то есть современность по шкале времени), на карте отмечено место, откуда был запущен спутник. Под третьим рисунком написано число 100 000 000 000 000 000 000 000 (в десятичной записи оно равно 8 388 608). На этом рисунке схематически показано падение на Землю спутника, который примерно к этому времени должен постепенно затормозиться в сверхразрежённых внешних слоях атмосферы.